# Galicia (L-51)
El Galicia (L-51) es un buque de asalto anfibio tipo LPD (Landing Platform Dock), cabeza de su clase perteneciente a la Armada Española, en la que sustituyó al transporte de ataque Castilla, y es el séptimo buque de la armada en portar dicho nombre.

## Diseño

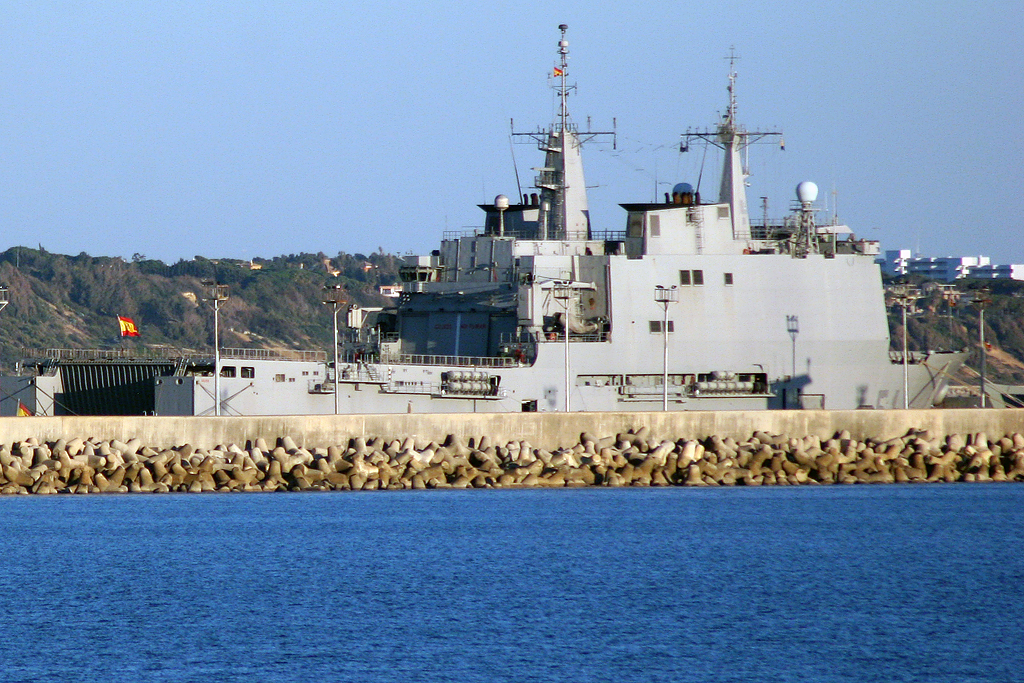
El Galicia (L-51) atracado en la base naval de Rota en el año 2012.

Los buques de la clase Galicia son un proyecto conjunto entre los astilleros españoles Izar, actualmente Navantia, y de los Países Bajos para equipar a ambas marinas de los respectivos (L800) Rotterdam y Galicia en 1997 y 1998.
Aunque diseñados de forma conjunta estos buques tienen grandes diferencias entre ellos, principalmente en el armamento, electrónica y sistema de propulsión, montando el buque español 2 plantas propulsoras, cada una con 2 motores diésel Caterpillar-BAZAN Bravo con un total de 22 000 CV acoplados a un engranaje reductor que mueve una línea de ejes con 2 hélices de paso variable de 5 palas y 4 metros de diámetro.
Fueron diseñados para transportar un batallón de infantería de 400 soldados con todos sus pertrechos. Además cuentan con botiquín, quirófano y laboratorio, así como arsenal para munición naval de todo tipo, incluido espacio para 30 torpedos. Asimismo pueden transportar 33 carros de combate o 170 vehículos blindados para personal o seis lanchas de desembarco ligeras o cuatro pesadas de tipo LCM-1E.

## Historial

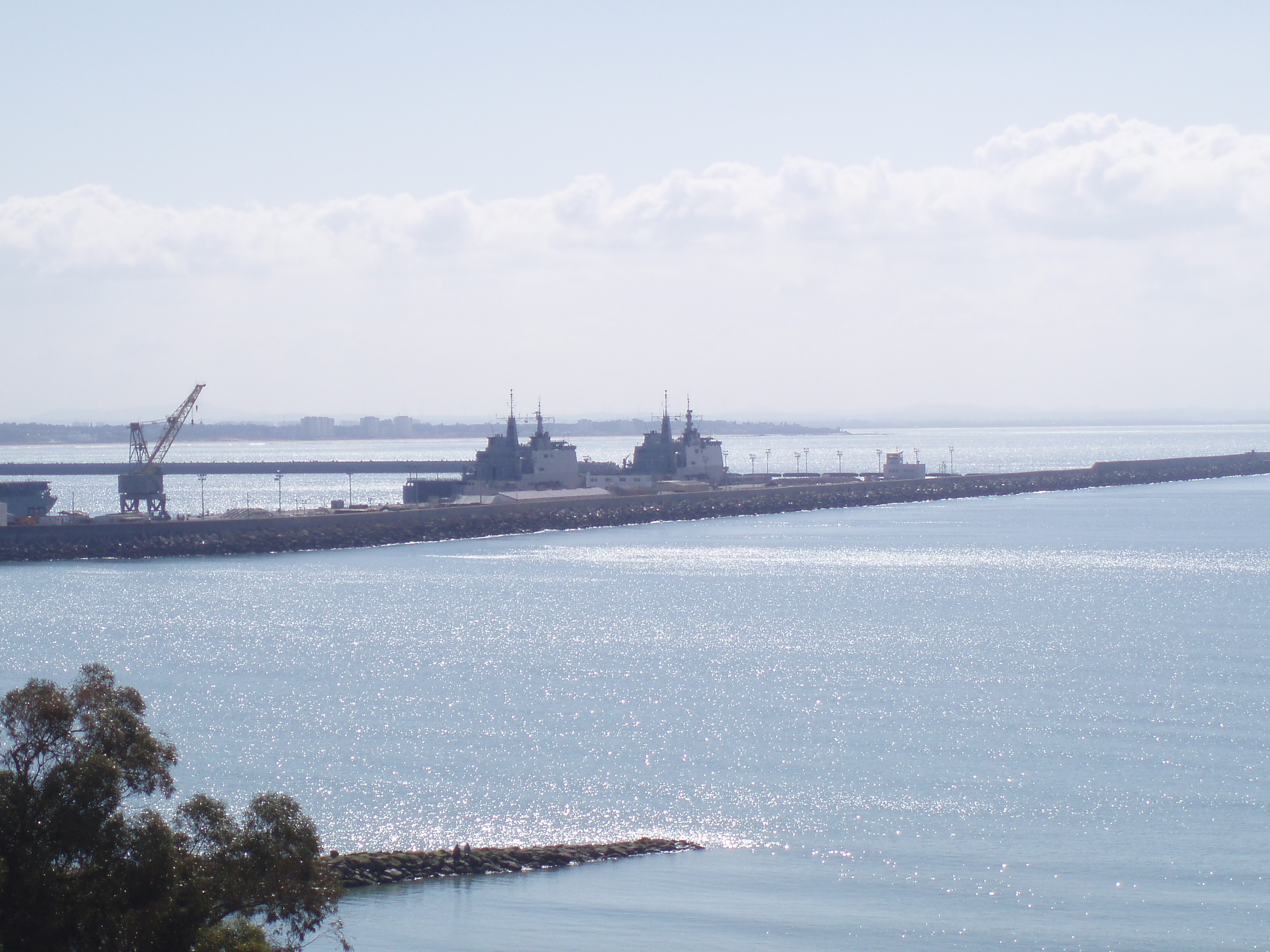
El Galicia (L-51) y el Castilla (L-52) en su amarre habitual, el muelle número 1 de la Base Aeronaval de Rota, año 2008.

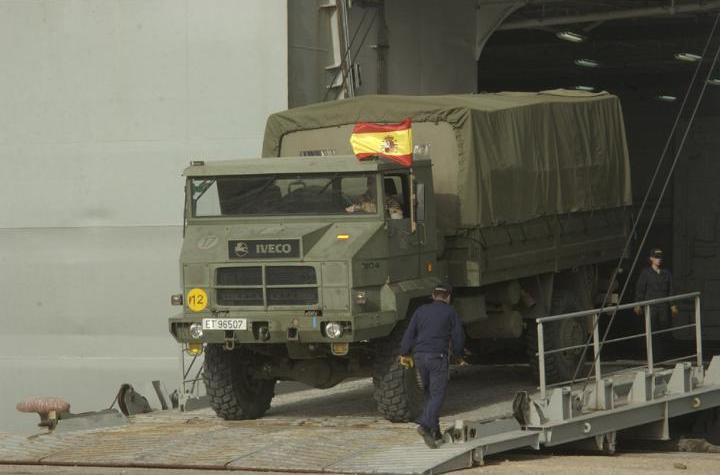
El Galicia (L-51) descargando suministros humanitarios en Irak en el año 2003, por la guerra de Irak.

El Galicia (L-51) ha realizado misiones humanitarias en Centroamérica tras las inundaciones causadas por el huracán Mitch entre noviembre de 1998 y enero de 1999, Albania, Irak entre marzo y julio de 2003 e Indonesia tras el tsunami de 2005. En el transcurso de esta misión, falleció el sargento primero buceador Justo Jesús Picallo mientras limpiaba el casco del buque Entre diciembre de 2002 y enero de 2003, participó en las tareas de limpieza de la contaminación causada por el hundimiento del Prestige.
El Galicia  tuvo su base en el puerto iraquí de Um Kasar durante la invasión de Irak de 2003, donde procedió a la instalación de un hospital de campaña que atendía tanto a heridos en el combate como a refugiados civiles. El buque, que fue escoltado hasta Um Kasar por la fragata Reina Sofía y el petrolero de flota Marqués de la Ensenada, portaba así mismo parte del contingente de tropas español, que comenzó a colaborar en las tareas de estabilización de la ciudad.
También participó en labores de transporte de personal y material en la KFOR en la antigua Yugoslavia, y entre septiembre y noviembre  de 2006, participó en la operación Libre Hidalgo de apoyo a la misión de Naciones Unidas para el mantenimiento de la paz en el Líbano.
Participó entre el 18 y el 19 de julio de 2010 en la exposición Un entorno marítimo seguro para el siglo XXI celebrada en Vigo junto a los buques Juan Sebastián Elcano, Méndez Núñez y Chilreu. El 18 de agosto de 2010, zarpó de su base con rumbo a aguas de Somalia, para incorporarse a la operación Atalanta de la Unión Europea de lucha contra la piratería, en el transcurso de la cual, el 22 de septiembre de 2010, apresó un buque nodriza tipo ballenero y dos esquifes, que habían partido de Hobyo, uno de los principales focos de la piratería somalí. El 5 de diciembre de 2010 retornó a su base, tras un periplo de más de 24 000 millas náuticas.
El 19 de agosto de 2011 zarpó desde su base de Rota con rumbo a Somalia para participar de nuevo en la operación Atalanta. El 10 de septiembre de 2011, logró apresar un esquife con 7 piratas a bordo, que retenían como rehén la súbdita francesa Evelyne Colombo, secuestrada el 8 de septiembre a bordo del catamarán Tribal Kat. La rehén francesa, tras ser liberada, fue recogida por un helicóptero de la fragata francesa Surcouf (F711), de la clase La Fayette. El Galicia, regresó a su base en Rota tras 125 días de travesía el 21 de diciembre de 2011.
Entre el 17 y el 22 de junio de 2012, participó en aguas de Rota junto al Juan Carlos I y la Numancia en el ejercicio anfibio MARFIBEX. El 13 de julio, embarcaron en Rota los 223 integrantes de la Ruta Quetzal 2012, con un viaje previsto por los puertos de Málaga, Cartagena y Cádiz, encabezados por Miguel de la Quadra Salcedo. El 15 de octubre de 2012, ingresó en el astillero de la empresa Navantia en la localidad gaditana de San Fernando, para ser sometido a reparaciones. Entre el 15 y el 20 de noviembre, participó junto al Juan Carlos I en el ejercicio COPEX-2012, junto con unidades del ejército de tierra en aguas de la bahía de Cádiz.
El 20 de abril de 2015 zarpó desde su base de Rota con destino al Índico para participar por tercera vez en la operación Atalanta de lucha contra la piratería, y por primera vez, la Armada desplegó a bordo de uno de sus buques VANT ScanEagle. Retornó a su base en Rota el 25 de octubre de 2015.
El 2 de abril de 2020 arribó a la ciudad de Melilla para dar apoyo sanitario durante la epidemia de COVID-19. A mediados de abril, se trasladó a Ceuta por el mismo motivo. El viernes 17 de abril, zarpó desde Ceuta de vuelta a su base en Rota tras haber realizado las actuaciones solicitadas por el ayuntamiento de la ciudad.